# Orden de Portacruz
El rey Esteban I de Hungría en el año 1000 fundó la orden caballeresca de Portacruz en memoria de la cruz que el pontífice Silvestre II le envió con facultad de hacerla llevar delante de su real y apostólica persona. 
Los caballeros llevaban una cruz semejante a la que se ve en las armas del Reino de Hungría. 